# 安岡治子
安岡 治子（やすおか はるこ、1956年1月26日 - ）は、日本のロシア文学者。東京大学名誉教授。

## 略歴
安岡章太郎の長女として東京に生まれる。聖心女子学院初等科・中等科・高等科を経て、1978年上智大学外国語学部ロシア語学科卒業。1981年東京外国語大学大学院（スラブ語）修士課程修了、1987年東京大学大学院（露文科）博士課程単位取得退学。1992年東京大学教養学部助教授、2007年准教授。2009年教授。2021年定年退任、名誉教授となる。

## 著書
- 『綜合ロシア語入門』（研究社、2011）- 音声CD付

### 共著
- 藤沼貴、小野理子『ロシア文学案内 新版』（別冊岩波文庫、1999）
- 西中村浩『ロシア語入門 1・2』（放送大学教育振興会、2005）
- リュボーフィ・ゴルボフスカヤ『基礎から学ぶロシア語発音』（研究社、2016）

### 翻訳
- ヴァレンチン・ラスプーチン（en）『生きよ、そして記憶せよ』原卓也共訳（講談社、1980）
- ラスプーチン『マリヤのための金』（群像社、1984）
- ラスプーチン『マチョーラとの別れ』（群像社、1994）
- ヴェネディクト・エロフェーエフ（ru）『酔どれ列車、モスクワ発ペトゥシキ行』（国書刊行会、1996）
- スヴェトラーナ・セミョーノヴァ『フョードロフ伝』亀山郁夫共訳（水声社、1998）
- V・K・アルセニエフ『デルス・ウザラ』（小学館〈地球人ライブラリー〉、2001）
- ファジリ・イスカンデル（ru）『チェゲムのサンドロおじさん』浦雅春共訳（国書刊行会、2002）
- ドストエフスキー『地下室の手記』（光文社古典新訳文庫、2007）
- ドストエフスキー『貧しき人々』（光文社古典新訳文庫、2010）
- ドストエフスキー『白夜・おかしな人間の夢』（光文社古典新訳文庫、2015）
- ゴンチャロフ『オブローモフの夢』（光文社古典新訳文庫、2024）

## 論文
- Cinii